# ブリドカットセーラ恵美
ブリドカット セーラ 恵美（ブリドカット セーラ えみ、英語: Sarah Emi Bridcutt、1989年2月5日 - ）は、日本の女性声優。学位は学士（芸術）（日本大学）。福島県いわき市出身。EARLY WING所属。

## 来歴
小学1・2年の時に『名探偵コナン』を観て江戸川コナン役の高山みなみに憧れ声優を目指す。高校時代から演劇を始め、卒業後は日本大学芸術学部演劇学科へ進学。大学3年時には特待生となり、プロダクション・エース演技研究所にも通い始める。
2011年、ラジオ番組『ミュ〜コミ+プラス』のマスコットカノジョ「ミューコミちゃん」の声を担当し声優デビュー。その後、『LAW & ORDER』の吹き替えが初のアフレコとなる。
2013年、『問題児たちが異世界から来るそうですよ?』の久遠飛鳥役でアニメ初のレギュラーを演じる。
2022年7月31日付でプロダクション・エースを退所し、フリーとなったことを発表した。その後、2024年11月1日付でEARLY WINGへ入所している。

## 人物
オーストラリア人の父と日本人の母との間に生まれたハーフで、「ブリドカットセーラ恵美」という名前は本名である。「セーラ」がファーストネーム、「恵美」がミドルネーム、「ブリドカット」がラストネームとなる。
方言・外国語は福島弁、英語。軽やかな、心地よい声をしている。
趣味・特技はゲーム、絵を描くこと、ダンス、読書、電気屋めぐり。

## 出演
太字はメインキャラクター。

### テレビアニメ
2012年
- えびてん 公立海老栖川高校天悶部（TV音声）

2013年
- 問題児たちが異世界から来るそうですよ?（久遠飛鳥）
- 銀河機攻隊 マジェスティックプリンス（ナトリ・シオン〈食堂のお姉さん〉、スルガが好きな園児、観測員、女A）
- RDG レッドデータガール（如月・ジーン・仄香）
- 恋愛ラボ（生徒、立花、女子、教師、女子生徒、放送部員）
- ブラッドラッド（ハイドラ・ベル）
- Fate/kaleid liner プリズマ☆イリヤ（マジカルブシドー・ムサシ、母親）

2014年
- デート・ア・ライブ シリーズ（2014年 - 2024年、八舞夕弦） - 4シリーズ
- マケン姫っ!通（霜柳まひる）
- ラブライブ! 2nd Season（アナウンス、観客、1年生C）
- ハマトラ（インコ）
- 棺姫のチャイカ（セルマ） - 2シリーズ
- 風雲維新ダイ☆ショーグン（土方歳三）
- デュエル・マスターズVS（2014年 - 2017年、サエコ、サエポヨ、ポッポ・ジュヴィラ、ラ・クルスタ、八極ハリルヤ、女の子 他） - 3シリーズ
- プリパラ（2014年 - 2017年、栄子、女性客、女の子、さくら、パドンナ）
- アオハライド（女子生徒）

2015年
- 艦隊これくしょん -艦これ-（夕張）
- 新妹魔王の契約者（野中柚希） - 2シリーズ
- ISUCA（立花奏絵）
- 遊☆戯☆王ARC-V（2015年 - 2017年、リン）
- Classroom☆Crisis（子供、ナギサ少年）
- Charlotte（勇気の少女）
- 緋弾のアリアAA（高千穂麗）
- ドラえもん（テレビ朝日版第2期）（読み手）

2016年
- ハルチカ〜ハルタとチカは青春する〜（穂村千夏）
- ツキウタ。 THE ANIMATION（俊平の姉）
- ラブライブ！サンシャイン!!（司会、お天気キャスター、生徒、先生）
- アンジュ・ヴィエルジュ（ナイア・ラピュセア）
- クオリディア・コード（朱雀〈子供時代〉）
- クロムクロ（エレーナ）
- 舟を編む（ヒロシ）
- ViVid Strike!
- 侍霊演武:将星乱（手下A）
- 終末のイゼッタ（子供）

2017年
- 青の祓魔師 京都不浄王篇（サトル）
- CHAOS;CHILD（来栖乃々）$SM3
- アイドル事変（竜石堂ちなつ）
- ツインエンジェルBREAK（女子A）
- 終末なにしてますか? 忙しいですか? 救ってもらっていいですか?（妖精兵B）
- アクションヒロイン チアフルーツ（金城一美、渚ミサト（アナウンサー）、保育園の先生）
- クレヨンしんちゃん（外国人女性）
- つうかあ（塩原ちゆき）
- いぬやしき（奈緒）

2018年
- アイドルタイムプリパラ（栄子）
- されど罪人は竜と踊る（少年レメディウス）
- ゾイドワイルド（2018年 - 2019年、ラッキー）
- レイトン ミステリー探偵社 〜カトリーのナゾトキファイル〜（シンディ）
- スペースバグ（2018年 - 2019年、エレン）

2019年
- 盾の勇者の成り上がり（2019年 - 2025年、マイン、マキナ） - 4シリーズ
- フライングベイビーズ（2019年 - 2020年、なぎさ）- 3シリーズ
- おしりたんてい（2019年 - 2023年、エレク）

2020年
- ID:INVADED イド:インヴェイデッド（東郷沙利奈）
- モンスター娘のお医者さん（ティサリア・スキュテイアー）
- ムヒョとロージーの魔法律相談事務所（首長女）

2021年
- はたらく細胞BLACK（肝細胞）
- 回復術士のやり直し（ミルラ）
- Fairy蘭丸〜あなたの心お助けします〜（幼樹果）
- RE-MAIN（英語レッスンの声）
- 古見さんは、コミュ症です。（2021年 - 2022年、鬼ヶ島朱子） - 2シリーズ

2022年
- ダンス・ダンス・ダンスール（英語教師）
- シャドウバースF（2022年 - 2024年、伊久美セイラ）

2023年
- REVENGER（まな）
- The Legend of Heroes 閃の軌跡 Northern War（イセリア・フロスト）
- 異世界はスマートフォンとともに。2（レベッカ）
- 英雄教室（マリア / マオ）
- デッドマウント・デスプレイ（アラハバキ）

2024年
- この素晴らしい世界に祝福を!3（冒険者、メアリー、貴族、メイド）
- ATRI -My Dear Moments-（洋子）

2025年
- グリザイア:ファントムトリガー（稲垣バニラ、稲垣チョコ、サリー）
- Unnamed Memory Act.2（ジェマ）

### 劇場アニメ
- 劇場版デート・ア・ライブ 万由里ジャッジメント（2015年、八舞夕弦[73]）
- 映画プリパラ み〜んなのあこがれ♪レッツゴー☆プリパリ（2016年、栄子[74]）
- 劇場版マジェスティックプリンス 覚醒の遺伝子（2016年、ナトリ・シオン）
- 劇場版 艦これ（2016年、鈴谷、熊野、夕張）
- 劇場版 生徒会役員共（2017年、道下先生）
- 復興応援 政宗ダテニクル 合体版＋（2021年、愛姫）

### OVA
- 問題児たちが異世界から来るそうですよ?（2013年、久遠飛鳥） - 小説第8巻オリジナルアニメブルーレイ同梱版
- Fate/kaleid liner プリズマ☆イリヤ（2014年、アナウンス） - 原作第4部コミックス第4巻オリジナルアニメ付きBD限定版
- ふたりエッチ（2014年、ナレーション[75]）
- グリザイア:ファントムトリガー THE ANIMATION（2019年、稲垣チョコ、稲垣バニラ[76]）

### Webアニメ
- 政宗ダテニクル（2016年、愛姫[77]）
- 食べちゃったっていいのにな!（2018年、ハルキタル〈アスパラガス〉、ヒラメ〈ひらめ〉）[78][79]
- ニンジャボックス（2019年、シャクネェ[80]、店員、小学生）
- ウマ娘 プリティーダービー ROAD TO THE TOP（2023年、同級生）

### ゲーム
2013年
- アサシン クリード IV ブラック フラッグ
- 艦隊これくしょん -艦これ-（鈴谷、熊野、夕張、初風、舞風）
- 星霜のアマゾネス（マリア）
- BEYOND: Two Souls

2014年
- ウチの姫さまがいちばんカワイイ（生薬姫 キーリ・ピュアリー）
- 82Hブロッサム（アメリア・フィッシャー）
- CHAOS;CHILD（来栖乃々）
- グラナド・エスパダ（ネナ）
- デート・ア・ライブ 或守インストール（八舞夕弦）
- トイズドライブ（オトハ・レナード）
- ToHeartハートフルパーティ（アルティ）
- ヒーローズプレイスメント（一色ほのか、九高嶺、上島＝アリス＝苓洲、陳楊梅、若狭美浜、ホルスティーナ・シホロス、鬼祭ろくや、二本松智恵子）
- 妖怪百姫たん!（風神、朱の盤、般若）

2015年
- クイズRPG 魔法使いと黒猫のウィズ（エルト・ファレンツ）
- 白猫プロジェクト（キャロ･ギャンビット）
- スクールスタードリーム!（藤村楠）
- デート・ア・ライブ Twin Edition 凜緒リンカーネイション（八舞夕弦）
- 部活少女バトル（トーレス大那、葛飾瑛奈）
- 魔界戦記ディスガイア5（セラフィーヌ）

2016年
- アイドル事変（竜石堂ちなつ）
- 祝姫（布川莉里杏）
- Shadowverse（ビーストドミネーター、サディスティックナイト、魔獣の女帝・ネレイア）
- パズルオブエンパイア（東郷平八郎）
- メダロット ガールズミッション（鶴来一子）
- ゴシックは魔法乙女〜さっさと契約しなさい!〜（リリー、リヴァナント）

2017年
- 祝姫 -祀-（布川莉里杏）
- ヴァルキリーアナトミア -ジ・オリジン-（エル）
- CHAOS;CHILD らぶchu☆chu!!（来栖乃々）
- グリザイア：ファントムトリガー（稲垣バニラ、稲垣チョコ）
- ことのはアムリラート（レイ・アルバーロ）
- スクールスタードリーム〜カミオシ!〜（藤村楠）
- デスティニーチャイルド（バステト）
- ヴィーナスランブル（トール）
- PaniPani-パラレルニクスパンドラナイト-（平等院ベガ）
- REDSTONE2（ウォーリアー）

2018年
- ザ・キング・オブ・ファイターズ（2018年 - 2021年、ブルー・マリー） - 3作品
- リング☆ドリーム 女子プロレス大戦（サクリファイ子）
- 龍が如く ONLINE（阿久津涼）
- ロマンシング サガ リ・ユニバース（ヴァージニア・ナイツ）

2019年
- ぷよぷよ!!クエスト（アガーテ）
- いつかのメモラージョ〜ことのはアムリラート〜（レイ・アルバーロ）
- メリーガーランド（リラ、島の神〈Tofu〉）
- Fate/Grand Order（サロメ）
- スターリンク バトル・フォー・アトラス （チェイス・ダ・シルバ）
- 魔界戦記ディスガイアRPG（セラフィーヌ）

2020年
- ファイアーエムブレム 風花雪月（コンスタンツェ＝フォン＝ヌーヴェル） - DLC追加キャラクター
- アンノウンブライド（ルヴィア）
- ATRI -My Dear Moments-（音声協力）
- グランブルーファンタジー（マルガレータ）
- ステーションメモリーズ!（のぞみ、黄陽セリア〈2代目〉）
- デート・ア・ライブ 蓮ディストピア（八舞夕弦）
- ファンタジア・リビルド（八舞夕弦）
- ビビッドアーミー（ランチ）

2021年
- メギド72（2021年 - 2023年、ウコバク）
- ケープ君の脱出ゲーム 2.5部屋目（古寺アケヨ）
- ファイアーエムブレム ヒーローズ（2021年 - 2025年、コンスタンツェ）
- Deep Insanity ASYLUM（ベリー・バッドマン）

2022年
- Trek to Yomi（アイコ）
- 燐光のレムリア 星空の絆（エミル、ケイ）
- ファイアーエムブレム無双 風花雪月（コンスタンツェ＝フォン＝ヌーヴェル）
- ドラゴンクエストX 目覚めし五つの種族 オフライン（ルナナ）

2023年
- トワツガイ（2023年 - 2024年、司令）
- タワーオブスカイ（ラッセル）

2024年
- 逆転オセロニア（メイリージュ）
- Alone in the Dark(エミリー・ハートウッド)
- 遊戯王 デュエルリンクス（リン）
- ストリートファイター6（ブルー・マリー） - DLC追加キャラクター

2025年
- ファントム・ブレイブ 幽霊船団と消えた英雄（ヘンナ）
- 餓狼伝説 City of the Wolves（ブルー・マリー）
- 魔女ガミ－The Witch of Luludidea－（イツカ）

### ドラマCD
- CHAOS;CHILDドラマCD「間に合わぬ愚者の微睡-Fools」（2015年、来栖乃々[137]）
- ハイラのSP -龍伐庁調査執行部第3課-（2015年、藤崎みちる[138]）
- 問題児シリーズオーディオドラマ「トラブル・ファイル」（2018年、久遠飛鳥） - 小説『ラストエンブリオ』第5巻特典オーディオドラマ[139]
- 元カレが腐男子になっておりまして。（2021年、錫也の同僚[140]）

### ASMR
- 清涼殿高校オカルト研究部!（2022年、安倍ひなみ）
  - 清涼殿高校オカルト研究部! ～ひなみ先輩と放課後部室(こっくりさん)デート～
  - 清涼殿高校オカルト研究部! ～ひなみ先輩のてづくりお弁当ホリデー～

### ボイスドラマ
- 「戦国IXA 千万の覇者」5周年記念『本能寺の変〜暁の夢〜』（2017年、お市）
- 『終末のハーレム』ボイスドラマ（2017年、石動寧々子[141]）

### 吹き替え

#### 映画
- 赤毛のアン（ジョシー・パイ〈ステファニー・キンバー〉）
- アルマゲドン2013（カレン）
- アンチヴァイラル（ミシェル）
- オハナ（ハナ〈リンジー・ワトソン〉）
- 獣は月夜に夢を見る（マリー〈ソニア・ズー〉）
- 最後の決闘裁判（マルグリット・ド・カルージュ〈ジョディ・カマー〉[142]）
- ザ・コール 緊急通報指令室（オータム）
- サニー 永遠の仲間たち（幼少期のポッキ）
- 水滸伝（玉蘭）
- セレステ∞ジェシー（ライリー・バンクス〈エマ・ロバーツ〉）
- ゾンビキャンプ（アリス）
- ディードラ&レイニーの列車強盗（ジェット〈ランス・グレイ〉）
- デス・ウィッシュ（ジョーダン〈カミラ・モローネ〉[143]）
- デッド・ウィッシュ（リサ〈メリッサ・ボローナ〉）
- デビルズ・バースデイ
- 7500（ラケル〈クリスチャン・セラトス〉）
- Virginia/ヴァージニア（V〈エル・ファニング〉）
- ハートビート（ジャジー〈ソノヤ・ミズノ〉）
- ハピエスト・ホリデー 私たちのカミングアウト（ハーパー〈マッケンジー・デイヴィス〉[144]）
- ビースト・ストーリー 選ばれし勇者（アンジェリーナ〈メリット・パターソン〉）
- ブラック・クリスマス（マーティ〈リリー・ドナヒュー〉）
- ブラッド・ファーザー（リディア・リンク〈エリン・モリアーティ〉）
- フランス、幸せのメソッド（マロリィ、ナタリー、記者、テレビ音声、アナウンス）
- フレッシュ・アンド・ボーン（クレア〈サラ・ヘイ〉）
- ペーパータウン（アンジェラ〈ジャズ・シンクレア〉）
- ホーンテッドマンション（パット〈ウィノナ・ライダー〉[145]）
- マイ・インターン（キーラ）
- メイズ・ランナー2: 砂漠の迷宮（ソニア〈キャサリン・マクナマラ〉）
- ランナウェイ/逃亡者（ダイアナ〈アナ・ケンドリック〉）
- #REALITYHIGH/リアリティ・ハイ（アレクサ〈アリシア・サンス〉）
- レッド・ライト（スーザン・シジウィック）

#### ドラマ
- アメリカン・ホラー・ストーリー（ヴァイオレット〈タイッサ・ファーミガ〉）
- アラン使道伝（ムリョン、幼少期のウノ 他）
- エレメンタリー ホームズ&ワトソン in NY
- ALMOST HUMAN/オールモスト・ヒューマン #10（ジェシカ）
- 科学ファミリー ラボラッツ #4（ダニエル）
- ザ・ミッシング〜囚われた少女〜（アリス・ウェブスター〈アビゲイル・ハーディンガム〉）
- ザ・ミドル〜中流家族のフツーの幸せ〜 シーズン3（エミリー 他）
- ダ・ヴィンチ・デーモン シーズン1、2（ヴァネッサ〈ヘラ・ヒルマー〉）
- ツイン・ピークス The Return（ベッキー・バーネット〈アマンダ・サイフリッド〉）
- トワイライト・ゾーン2 #1 「声」 （アニー・ミッチェル〈ギリアン・ジェイコブス〉）
- 七日の王妃（シン・チェギョン / 端敬王后〈パク・ミニョン〉、少女期のシン・チェギョン〈パク・シウン〉）
- THE 100/ハンドレッド（リース[146]）
- THE FLASH/フラッシュ（リンダ・パーク〈マリース・ジョー〉）
- 負けたくない! #7, #9（スジ）
- やりすぎ配信! ビザードバーク（アメリア・ダックワース〈DeVore Ledridge〉）
- リゾーリ&アイルズ ヒロインたちの捜査線 シーズン3、4（ケイリン）
- LAW & ORDER
  - シーズン17 #17（メアリー）
  - シーズン18 #11（アマンダ、エマ）
  - シーズン20 #1（ヘイリー）, #19（ブレンナ、ヘレン、女性スタッフ）, #20（アニー、ウェイトレス）

#### アニメ
- キャスパーのオバケ学園（モナコ）
- ちいさなプリンセス ソフィア（クリオ）
- ウィスカー・ヘイブン　〜ロイヤルペットものがたり〜（トレジャー）

#### その他（吹き替え）
- 宇宙人ネッドのトークショー（ギリアン・ジェイコブス）

### ナレーション
- SKE48 エビカルチョ!（2014年10月 -）
- いわきマリンタワー エレベーター案内音声 (2017年2月 -)[147]

### ラジオ
※はインターネット配信。
- 岩本勉のまいどスポーツまいどキュメンタリーHAKONE〜キャンパスレポート（2009年、文化放送）レポーター
- ミュ〜コミ+プラス（2011年、ニッポン放送）ミューコミちゃん名義
- MJPザンネンラジオ（2013年、音泉※）
- Fate/kaleid liner イリヤと凛のプリズマナイト!（2013年 - 2014年、音泉※）
- 魔界戦記ディスガイア5×日本一RADIO（2014年 - 2015年、音泉※）
- ハルチカ 〜ハルタとチカは、ラジオする〜（2015年 - 2016年、音泉※）
- スタドリ れでぃ? おー!（2015年 - 2016年、音泉※）[148]
- CHAOS;CHILD Mou☆Sou RADIO（2016年 - 2017年、Rakuten.FM※）[149]

### CM
- 東邦銀行アニメーションCMシリーズ「未来への架け橋 〜Bridge for future〜」（日向さやか[150]）

### テレビ番組
※はインターネット配信。
- M.S.S Projectの「World of Tanks」Party!（2013年12月24日 - 2014年9月21日、ニコニコ生放送※）
  - 「ぶりたん!」（2014年12月16日 - 、ニコニコ動画※・YouTube※）メインMC

### 舞台
- ロングクリスマスディナー家族でお食事夢うつつ（ルーシア）
- 劇団大富豪第12回公演『wakasagi -ワカサギ-』（2019年6月5日 - 9日、中野ザ・ポケット）[151]
- ほんまる。第1回公演 朗読劇「judgement〜泡沫ニ映ス胡蝶ノ夢〜」（2019年11月22日 - 24日、武蔵野芸能劇場）[152]
- 盾の勇者の成り上がり（2020年3月27日、COOL JAPAN PARK OSAKA TT ホール） - マイン 役 ※ゲネプロの映像ソフトのみ（本公演は新型コロナウィルス流行の影響で延期）[153]。
- シューティング歌劇「ゴシックは魔法乙女 -5悪魔襲来-」（2021年3月3日 - 7日、六行会ホール） - リリー 役[154]

### 書籍
- 艦隊これくしょん -艦これ- 艦これRPG 着任の書（リプレイパート『温泉娘の曳航』・PC夕張のプレイヤー）
- 艦隊これくしょん -艦これ- 艦これRPGリプレイ 願いは海を越えて 1巻（PC熊野のプレイヤー）

### その他
- 『トワツガイ Fans』ストーリー（2024年 - 2025年、司令[155]）

## ディスコグラフィ

### キャラクターソング
| 発売日   | 商品名                                                                        | 歌                                                                                 | 楽曲                                       | 備考                                                         |
| 2013年   | 2013年                                                                        | 2013年                                                                             | 2013年                                     | 2013年                                                       |
| -------- | ----------------------------------------------------------------------------- | ---------------------------------------------------------------------------------- | ------------------------------------------ | ------------------------------------------------------------ |
| 3月13日  | 問題児たちが異世界から来るそうですよ？ サウンド・コミュニティII               | 久遠飛鳥（ブリドカットセーラ恵美）                                                 | 「Scarlet」                                | テレビアニメ『問題児たちが異世界から来るそうですよ？』挿入歌 |
| 8月28日  | ブラッドラッド O.S.T.1                                                        | ハイドラ・ベル（ブリドカットセーラ恵美）                                           | 「LOVE&HATE」                              | テレビアニメ『ブラッドラッド』関連曲                         |
| 2014年   |                                                                               |                                                                                    |                                            |                                                              |
| 7月23日  | デート・ア・ライブII ミュージック・セレクション DATE A "EXTREME" MUSIC        | 八舞耶倶矢（内田真礼）、八舞夕弦（ブリドカットセーラ恵美）                         | 「DOUBLE PUNCH LOVE」                      | テレビアニメ『デート・ア・ライブII』関連曲                   |
| 9月3日   | デュエル・マスターズ VS                                                       | 腹の色真っ黒ーバーX                                                                | 「君に武器武器Love」                       | テレビアニメ『デュエル・マスターズ VS』挿入歌                |
| 2015年   |                                                                               |                                                                                    |                                            |                                                              |
| 3月4日   | 新妹魔王の契約者 臨界突破の絶頂音楽集                                         | 野中柚希（ブリドカットセーラ恵美）                                                 | 「Blooming」                               | テレビアニメ『新妹魔王の契約者』関連曲                       |
| 3月25日  | 新妹魔王の契約者 臨界突破の悦楽音楽集                                         | 野中柚希（ブリドカットセーラ恵美）、野中胡桃（野水伊織）                           | 「Symphony Memory」                        | テレビアニメ『新妹魔王の契約者』関連曲                       |
| 11月25日 | TVアニメ「緋弾のアリアAA」キャラクターソング集                                | 高千穂麗（ブリドカットセーラ恵美）                                                 | 「マイべすとfriend」                       | テレビアニメ『緋弾のアリアAA』関連曲                         |
| 2016年   |                                                                               |                                                                                    |                                            |                                                              |
| 2月24日  | 緋弾のアリアAA Bullet.3 キャラクターソングCD3                                 | 佐々木志乃（茅野愛衣）、高千穂麗（ブリドカットセーラ恵美）                         | 「狂愛」                                   | テレビアニメ『緋弾のアリアAA』関連曲                         |
| 5月25日  | ハルチカ〜ハルタとチカは青春する〜 キャラクターソングミニアルバム〜ガールズ〜 | 穂村千夏（ブリドカットセーラ恵美）                                                 | 「Non Stop, On My score!」                 | テレビアニメ『ハルチカ〜ハルタとチカは青春する〜』関連曲     |
| 8月12日  | 乙女全力☆マジsummer                                                           | LOVE☆MAXガールズ                                                                   | 「乙女全力☆マジsummer」                    | ゲーム『ゴシックは魔法乙女〜さっさと契約しなさい!〜』関連曲  |
| 2017年   |                                                                               |                                                                                    |                                            |                                                              |
| 4月29日  | 胸ドキしたら君のモノ                                                          | LOVE☆MAXガールズ 紅組                                                              | 「胸ドキしたら君のモノ」                   | ゲーム『ゴシックは魔法乙女〜さっさと契約しなさい！〜』関連曲 |
| 8月23日  | TVアニメ「艦隊これくしょん -艦これ-」キャラクターソング “艦娘乃歌” Vol.2      | 夕張（ブリドカットセーラ恵美）                                                     | 「試してみても？」                         | テレビアニメ『艦隊これくしょん -艦これ-』関連曲              |
| 12月22日 | つうかあ BD・DVD第1巻特典CD                                                   | Void_Chords feat. 塩原ちゆき（ブリドカットセーラ恵美）、永井みさき（戸松遥）       | 「Feel your breath」                       | テレビアニメ『つうかあ』関連曲                               |
| 2020年   |                                                                               |                                                                                    |                                            |                                                              |
| 8月26日  | ゴシックは魔法乙女 キャラクターソングCD リリー「Blizzard」                    | リリー（ブリドカットセーラ恵美）                                                   | 「Blizzard」                               | ゲーム『ゴシックは魔法乙女〜さっさと契約しなさい！〜』関連曲 |
| 2023年   |                                                                               |                                                                                    |                                            |                                                              |
| 11月13日 | Secret Mission!                                                               | のぞみ（ブリドカットセーラ恵美）、妹尾まりか（佐々木未来）、品川めぐる（直田姫奈） | 「Secret Mission!」 「ミライメモリーズ！」 | ゲーム『ステーションメモリーズ!』関連曲                      |
| 11月13日 | Secret Mission!                                                               | のぞみ（ブリドカットセーラ恵美）                                                   | 「夢よ届いて」                             | ゲーム『ステーションメモリーズ!』関連曲                      |